# Музолези, Марио
Марио Музолези (итал. Mario Musolesi; 1 августа 1914 — 29 сентября 1944) — итальянский танкист, участник движения Сопротивления в Италии во время Второй мировой войны. Кавалер высшей награды Италии за подвиг на поле боя — золотой медали «За воинскую доблесть» (посмертно).

## Биография
Родился 1 августа 1914 года в коммуне Монцуно региона Эмилия-Романья, Королевство Италия.
Во время Второй мировой войны механик-водитель танка Марио Музолези служил в Северной Африке. Попал в плен к британским войскам, однако ему удалось бежать и вернуться в свою часть. Был ранен и отправлен на лечение в Италию.
Когда правительство Бадольо объявило нейтралитет Италии во Второй мировой войне, находился в Риме. Принимал участие в обороне Рима от частей вермахта в районе ворот Сан-Паоло. Вернувшись в Монцуно, организовал вместе со своим братом и сестрой партизанскую группу, которая в феврале 1944 года была преобразована в партизанский отряд «Красная звезда» (итал. Stella Rossa). На протяжении 8-ми месяцев отряд непрерывно участвовал в нападениях на конвои и гарнизоны, устраивал подрывы на железнодорожной линии Болонья-Флоренция. За поимку «Волка» (командира отряда Марио Музолези) оккупационные власти объявили награду в один миллион лир.
В мае 1944 года после отхода немецких войск с территории южной Италии на север на оборонительный рубеж «Готическая линия», партизанский отряд «Красная звезда» стал представлять для них определённую проблему. Для её решения была проведена военная операция силами войск СС с привлечением двух полков дивизии «Адольф Гитлер» (майор Вальтер Редер), десантников из дивизии «Герман Геринг» и чернорубашечников при поддержке артиллерии, танков и огнемётов. В течение четырёх дней операция была завершена: в боях погибли 226 партизан, включая командира отряда Марио Музолези. Кроме того, в рамках карательной акции было убито 966 мирных жителей в Марцаботто, 292 — в Гриццана-Моранди и ещё 204 — в Монцуно, включая женщин и детей.
Посмертно награждён золотой медалью «За воинскую доблесть».
Из представления к награде:

Командир партизанского отряда всеми средствами парализовал перемещения противника на контролируемой им территории. Более года успешно предпринимал многочисленные нападения на превосходящие силы противника. Затем, будучи атакованным превосходящими силами СС, отчаянно защищался и погиб за своих людей как герой.
Марцаботто (Болонья), 29 сентября 1944.
Оригинальный текст (англ.)Comandante di Brigata partigiana, paralizzava con ogni mezzo il transito del nemico nella zona da lui occupata. Animatore instancabile, con la sua formazione rintuzzava vittoriosamente innumerevoli attacchi condotti dal nemico, per oltre un anno, in forze prevalenti. Attaccato infine da schiaccianti forze di SS tedesche, si difendeva disperatamente e cadeva da eroe alla testa dei suoi uomini.

Cadotto di Marzabotto (Bologna), 29 settembre 1944.

## Награды
- Золотая медаль «За воинскую доблесть» (посмертно)